# Femme et Bunraku
 (avril 2019).

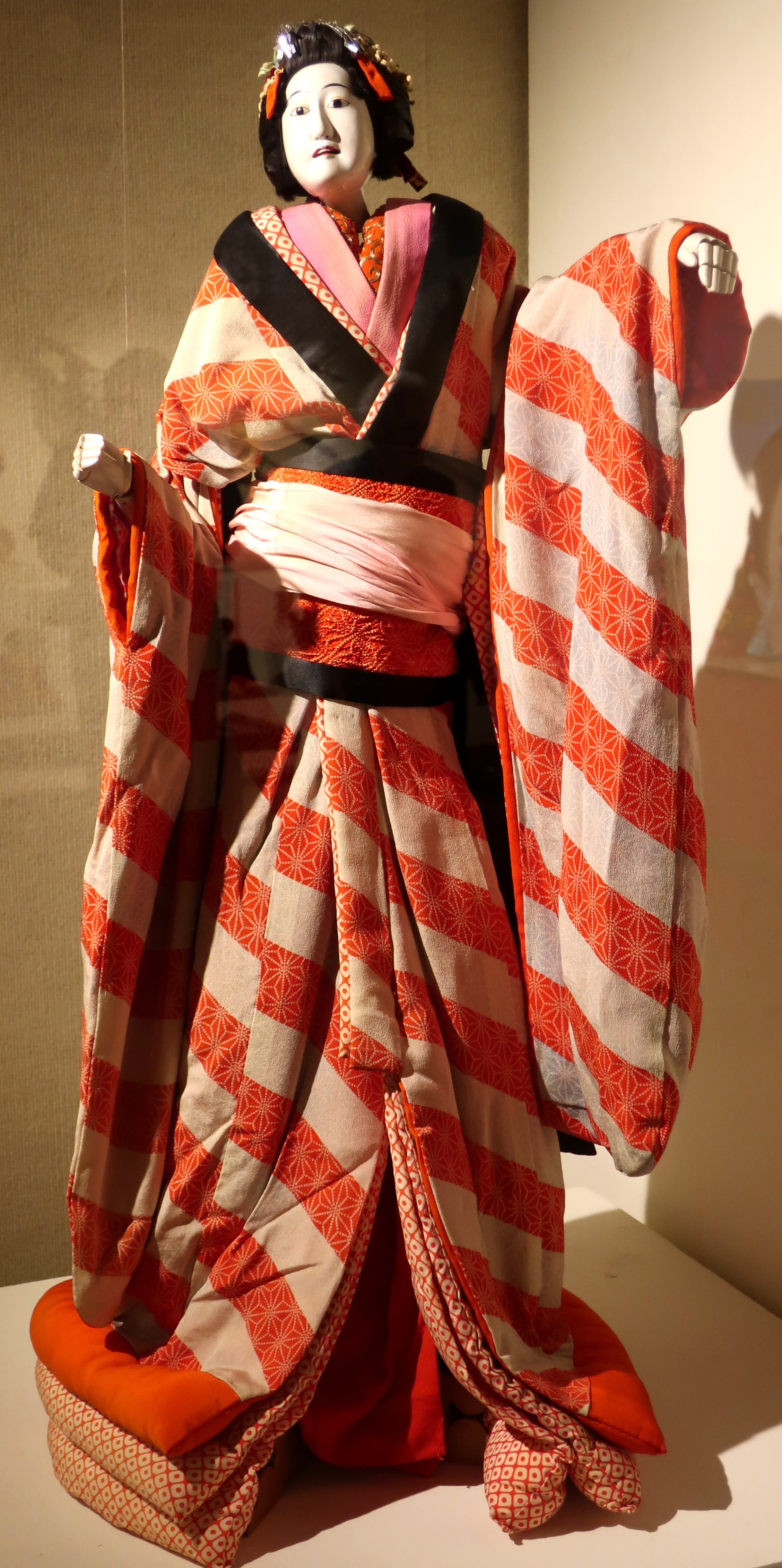

Le théâtre Bunraku, d’abord connu sous le nom de Ningyô jôruri, fut créé vers la fin du XVIe siècle par Menukiya Chouzaburou en collaboration avec un marionnettiste de l’île Awaji.
Pendant le XIIe siècle, le nom jôruri est devenu synonyme de narration, car il référait à de nombreux récits à propos de Minamoto no Yoshitsune et de son amante, la princesse Jôruri.
En 1684, le narrateur Takemoto Gidayû (Né Goroubei 1651 – 1714) fonde le théâtre Takemoto-za  à Osaka pour lequel Chikamatsu Monzeamon (Né Sugimori Nobumori 1653 – 1724) a écrit de nombreuses pièces. Les deux derniers et le marionnettiste Tatsumatsu Hachiroubei, connu pour avoir manipulé la marionnette féminine dans la pièce « Double suicide à Sonezaki », ont permis au Ningyô jôruri de se développer vers sa forme classique.
En 1767, le Takemoto-za ferme ses portes et le ningyô jôruri connait une période de déclin. Néanmoins, en 1871 à Osaka, un nouveau théâtre  bunraku-za est construit et il emprunte le nom de Uemura Bunrakuken (Né Masai Kahei 1737 – 1810). C’est ainsi que le théâtre de poupée japonais devient aussi connu sous le nom de Bunraku.

## Implication de la femme
Dans les débuts du Ningyô Jôruri, l’ensemble des narrateurs et marionnettistes comptait aussi des femmes. Leur disparition de la scène a suivi l’ordre établi par le shogunat Tokugawa de 1629 qui interdisait aux femmes de se produire sur scène, parallèlement à l’interdiction du Onna kabuki (Kabuki des femmes).

### Le Musume jôruri
Pendant l'époque Edo, comme selon la loi les femmes ne pouvaient plus jouer sur les scènes de théâtre, elles ont modifié la formule du théâtre de marionnette et l’ont transformé en performances axées sur l’érotisme qui est devenu le Musume jôruri. Ce genre d’activité avait lieu, entre autres, dans les maisons closes et elles étaient peu connues du grand public.
Dès la restauration meiji, il n’était plus illégal pour les femmes de participer au théâtre. Pourtant, en 1873, sous l’ordre de Uemura Bunrakuken III, les grands maîtres du Bunraku et Kabuki refusaient toujours de prendre des femmes sous leurs tutelles par peur de ternir la bonne réputation que ce théâtre a acquiert au fil du temps. Le Musume Jôruri est resté peu reconnu et les troupes, n’ayant aucun centre ou performer, se sont divisées et ont façonné le style chacune à leur manière.

### Le Otome bunraku
En 1936, le Sujôruri (forme de théâtre incluant seulement des guidayû) est amené par la création d’une nouvelle troupe nommée la Shingi-za. Par son succès, elle a attiré l’attention de quelques grands maîtres marionnettistes dont Kiritake Monzou V et le fabricant de marionnettes Oe Minnosuke qui ont amené l’idée de recréer une troupe de Ningyô jôruri avec seulement des actrices de Musume jôruri. L’idée fût acceptée la même année, ce qui a mené à la création d’une troupe incluant 8 femmes, la Osaka Otome Bunraku Troup. La particularité de ce théâtre, c’est que les femmes contrôlent à elles seules une marionnette, contrairement au Bunraku qui requiert trois hommes pour une poupée. Cela est dû à l’invention du Dogane par Oe Minnosuke qui consiste à stabiliser la marionnette au corps pour ainsi libérer les deux bras qui eux peuvent manipuler plus aisément la poupée.
À ce jour, la plus importante figure du Otome bunraku reste la maître marionnettiste Kiritake Masako et son élève Kiritake Masaya (Née Sakamoto Manami),.

### Des troupes sur l'île d'Awaji
Vers la fin du XXe siècle, le théâtre de marionnette déjà populaire sur l’île d’Awaji comptait quatre troupes principales dont l’une dirigée par une femme nommée Ichimura Rokunojo (née Toyada Hisae) dont elle a hérité à la suite du décès de son mari. Il était commun pour les marionnettistes de l’île d’avoir recours à l’assistance de leur femme ou de leurs filles derrière la scène.

## La féminité dans le Bunraku joué par des hommes

### Gidayû
Le Gidayû (ou Tayû) est responsable de narrer chacun des personnages de la pièces qu’il s’agisse d’un vieil homme, d’un adolescent, d’une femme ou d’un enfant. Il se doit d’acter selon les personnalités de chacun des personnages et c’est par son interprétation du texte qu’il transmet l’émotion au public. Il le fait en mélangeant chant et parole que l’on peut catégoriser en trois styles différents, le  kotoba, ji (ou jiai) et le fushi. Le fushi est un style de discours chanté plutôt mélodieux accompagné par le shamisen pendant une scène émotionnelle, voire d’amour, exprimé par un personnage féminin. L’art de narrer en tant que gidayû a aussi été achevé par les femmes.

### Shamisen
Cet instrument de musique à trois cordes est l’un des éléments essentiels au Bunraku qui accompagne le Gidayû et les marionnettistes. C’est le joueur de shamisen qui crée l’atmosphère et qui guide le narrateur dans son jeu.
Parmi trois types de shamisen, le futozao, le plus gros et le plus sonore est utilisé. Pendant les moments ou un personnage pleure, le joueur de shamisen jouera un naki (type de mélodie), généralement grave pour le personnage masculin et une octave plus aiguë pour la femme.  

### Marionnettiste
Yoshida Naniwa no Jyo, Yoshida Tamagoro, Yoshida Bunjaku, Yoshida Eiza II étaient des marionnettistes qui se spécialisaient dans le rôle de femme appelé oyama.

## Marionnettes

### Particularités esthétiques
La tête connue sous le nom de Kashira est habituellement sculptée en bois léger de paulownia. Au total, on en compte environ soixante-dix sortes différentes. Dans la majorité des cas, la tête inclut des parties comme la bouche, les yeux et les sourcils qui peuvent être articulées pendant la performance, car liées à des ficelles, cela permet au marionnettiste de jouer avec les expressions du visage. La tête peut être attribuée à un rôle en particulier ou elle peut servir à catégoriser un personnage selon son âge, son sexe ou son statut social. Par exemple, la tête de femme Musume (signifie fille en japonais) est utilisée pour le rôle de jeune fille non mariée, la tête Fukeoyama représente une femme mariée. La première a de fins sourcils peints Kakimayu tandis que la dernière n’a pas de sourcils, s’inspirant de la tradition qui voulait que les femmes mariées se rasent les sourcils en signe de loyauté envers leur mari. Il y a aussi la tête Keisei utilisée pour les courtisanes, la tête Shinzo pour les rôles de geisha, la Baba pour les vieilles femmes.
Pour chacune des têtes de femmes, le coin de la bouche est doté d’une petite broche pointue qui sert à accrocher un mouchoir pendant les moments dramatiques où elle pleure. La tête de la femme est fixée à l’avant du cou, un peu moins serrée que celle de l’homme fixée au centre. Ainsi cela permet de mieux différencier les sexes dans le mouvement subtil et l’angle de la tête.
Les mains des marionnettes peuvent être divisées en neuf catégories, dont deux spécifiques aux marionnettes de femmes. Le Babade est le type de main utilisé pour les vieilles femmes et le Momijite qui est une main plutôt articulée.
Il y a aussi plusieurs types de perruque pour la femme dont la Kirigami et Hikkukuri pour les femmes âgées, la Tatehyogo ornée de broches pour les courtisanes, la Sasegami pour les rôles de princesses, etc.

### Corps et mouvement
De manière générale, la marionnette de femme n’a pas de jambes en raison de son Kimono trop long qui les cachent. Ainsi, le Ashizukai (celui qui fait bouger les jambes) tient le kimono de ses mains et le fait bouger de sorte à créer un effet de mouvement dans les jambes comme si la marionnette marchait. Lorsqu’il s’agit d’un personnage féminin, le pied droit avance en premier et pour le personnage masculin, le gauche. Dès son arrivée sur la scène, la femme fait trois pas lents avant de se mettre à marcher. Pour exprimer le rire, la marionnette masculine va bouger les épaules tandis que la femme va baisser la tête et apporter sa main devant sa bouche. Pour essuyer ses larmes, la tête de la femme est bougée, pour l’homme c’est la main qui bouge. Au niveau du sol, l’homme s’assoit les jambes croisées tandis que la femme s’agenouille, les jambes sous le corps, le supportant.